# A Taste of Yesterday's Wine
Albums de George Jones & Merle Haggard
Together Again
(1981) Anniversary - 10 Years of Hits
(1982)
A Taste of Yesterday's Wine est un album des artistes américains de musique country George Jones et Merle Haggard. Cet album est sorti en 1982 sur le label Epic Records. C'est le premier album collaboratif entre Jones et Haggard. Un deuxième album sortira 24 ans plus tard en 2006, Kicking Out the Footlights...Again.
Cet album montre l'influence de chanteurs comme Hank Williams ou Lefty Frizzell sur Jones et Haggard. Il a été produit par Billy Sherrill, et les deux chanteurs sont parfois accompagnés de la femme de Haggard, Leona Williams. L'album comprend des chansons hommages aux deux chanteurs, Silver Eagle, écrite par Freddy Powers et Gary Church sur Haggard, ou No Show Jones, écrite par Jones lui-même et Glenn Martin au sujet de la célèbre incapacité du chanteur à tenir ses concerts à cause de son alcoolisme. La chanson C.C. Waterback a atteint le top 10 des charts.

## Liste des pistes
| No  | Titre                     | Auteur                     | Durée |
| --- | ------------------------- | -------------------------- | ----- |
| 1.  | Yesterday's Wine          | Willie Nelson              | 3:15  |
| 2.  | After I Sing All My Songs | Leona Williams             | 3:16  |
| 3.  | I Think I've Found a Way  | Merle Haggard              | 3:29  |
| 4.  | The Brothers              | Dave Kirby                 | 4:03  |
| 5.  | Mobile Bay                | Kirby, Curly Putman        | 3:18  |
| 6.  | C.C. Waterback            | Haggard                    | 3:37  |
| 7.  | Silver Eagle              | Gary Church, Freddy Powers | 2:40  |
| 8.  | Must've Been Drunk        | Barns, Gosdin              | 2:40  |
| 9.  | I Haven't Found Her Yet   | Haggard, Johnny Paycheck   | 2:27  |
| 10. | No Show Jones             | George Jones, Glenn Martin | 2:26  |

## Positions dans les charts
Album – Billboard (Amérique du nord)
| Année | Chart          | Position |
| ----- | -------------- | -------- |
| 1982  | Albums pop     | 123      |
| 1982  | Albums country | 4        |

Single - Billboard (Amérique du nord)
| Année | Single           | Chart           | Position |
| ----- | ---------------- | --------------- | -------- |
| 1982  | Yesterday's Wine | Singles country | 1        |
| 1982  | C.C. Waterback   | Singles country | 10       |

## Personnel
- George Jones – chant, guitare
- Merle Haggard – chant, guitare
- Jimmy Belkin – fiddle
- Bobby Emmons – claviers
- Don Markham – trombone, trompette
- Terry McMillan – harmonica
- Bobby Wood – claviers
- Hargus "Pig" Robbins – claviers
- Weldon Myrick – steel guitar
- Freddy Powers – guitare
- Billy Sanford – guitare
- Dave Kirby – guitare
- Pete Bordonali – guitare
- Bobby Thompson – guitare
- Karen Taylor – chant d'accompagnement
- Lea Jane Berinati – chant d'accompagnement
- Hershel Wilginton – chant d'accompagnement
- Leona Williams – chant, chant d'harmonie
- Dennis Wilson – chant d'accompagnement

Production:
- Billy Sherrill – producteur
- Ron Reynolds – ingénieur
- Ed Hudson – ingénieur
- MC Rather – mixage
- Alan Messer – photographie
- Leona Williams-Haggard – liner notes